# Rytterdistrikt
Rytterdistrikterne opstod, efter at rytteriet i 1670 blev gjort nationalt. Udskrivningen til dem blev foretaget på det efter reformationen omfattende krongods, der blev opdelt i distrikter. Ordningen med rytterdistrikter falder i to perioder: 1679 til 1720 og fra 1720 til omkring 1774. Forskellen mellem dem bestod især i en ændring af den geografiske fordeling af rytterdistrikterne. Rytterdistrikterne blev opløst eller solgt 1764-1774.
Rytterdistrikternes indtrådte som mellemtrin i udviklingen fra en hær, der overvejende bestod af hvervede professionelle lejesoldater til en national hær. I begyndelsen bestod denne nationale milits af egentlige bønder, men efter kort tid indså man, at denne ordning ikke lod sig opretholde, hvis man ønskede landbrugsdriften opretholdt på samme tid som man førte krig. Derfor ændrede man ordningen til at lade ryttergodsbønderne forestå selve finansieringen af rytteriet. Da imidlertid rytteriet blev flyttet fra landdistrikterne til Kronens egne hovedgårde ved købstæderne, bortfaldt behovet for at opretholde rytterdistrikterne, og vejen var dermed åben for en ændring, hvorved militærtjeneste simpelthen blev en pligt for almuen, mens finansieringen blev klaret som et led i de almindelige statslige forvaltningsomkostninger.

## Baggrund og udvikling
Baggrunden for ryttergodset skal søges tilbage til Kejserkrigen i 1625: under denne krig var store dele af Jylland besat. Allerede i 1620 var det blevet besluttet at organisere en dansk landmilits på 4.000 mand, heraf 1.600 fra Skåne, 1.300 fra Jylland, 200 fra Fyn og 100 fra Sjælland, der dog skulle suppleres med 800 af Kronensfæstebønder. Den 19. februar 1625 gav Rigsrådet sit samtykke til, at denne hærordning kunne udvides, men beslutningen fik ingen praktisk betydning under krigen, og mange karle forsøgte at undgå militærtjeneste ved pro forma at søge til købstæderne eller nedsætte sig som indsiddere, hvilket dog hurtigt blev gjort strafbart. Efter enevældens indførelse i 1660 blev ordningen med bondesoldater bevaret og bedre organiseret ved, at landet i 1664 blev inddelt i lægder på 60 tønder hartkorn på grundlag af matriklen 1664. Hvert lægd skulle stille med en soldat, som kunne bo i lægdet og tjene som karl i fredstid, men samtidig voksede interessen for på lignende måde at oprette et organiseret rytteri.
Umiddelbart efter Christian 5.'s tronbestigelse i 1670 (salving og kroning i 1671) blev der iværksat en nye hærreform, idet der blev udlagt 30.000 tønder hartkorn til oppebærelse af rytteri, en betydelig del af det samlede gods i kongeriget, som anslås til at udgøre omkring 380.000 tønder hartkorn.
For at kunne opretholde dette rytteri blev inddraget en væsentlig del af det krongods, som var tilbage efter, at Kronen havde solgt gods for at dække sin gæld til kronens kreditorer., alene i kongeriget henimod 30.000 tdr hartkorn. Dette tilbageværende gods, som bortset fra nogle enkelte landsdele (navnlig Nordsjælland og Lolland-Falster) var spredt over hele landet, men dog hovedsagelig samlet i Vestsjælland, Østfyn og det midterste og sydlige Østjylland, kaldes ryttergods til forskel fra amternes øvrige krongods. Efter, at rytterordningen faktisk var gennemført i løbet af 1670, blev forholdene nærmere ordnet ved en forordning af 5. oktober 1670, som dog i de nærmest følgende år gentagne gange blev ændret.
Princippet var, at godset blev opdelt i såkaldte læg på 8 tdr. hartkorn, der hver omfattede en enkelt større eller flere mindre fæstegårde, og hver fik pligt til at stille en fuldt udrustet rytter, enten at fæsteren (eller en af fæsterne) selv "red for gården", eller at han holdt en rytter for sig. Til gengæld var ryttergodset fritaget for landgilde, ægt og arbejde såvel som for skatter i almindelighed. Det var dog til at begynde med ikke alle rytterne, der stilledes på den nævnte måde, idet et ikke ubetydeligt antal af dem var såkaldte sogneryttere, det vil sige hvervede ryttere, som udlagdes til underhold i sognene, i almindelighed en for hver 400 tdr hartkorn.
Ryttergodset henlagdes under vedkommende regimentsskriver. Overtilsynet var i begyndelsen ordnet forskelligt, men var senere henlagt til den såkaldte ryttersession, der havde en blandet verdslig og militær sammensætning, idet den talte både amtmanden og regimentschefen som medlemmer (senere også krigskommissæren).
På Sjælland fik et rytterregiment på 8 kompagnier i Slagelse på Antvorskov Slot anvist i alt 1.089 gårde med i alt 8.712 tønder hartkorn, heraf lå de fleste i Vestsjælland og Hornsherred, enkelte på Sydsjælland. Et jysk nationalt rytteriregiment fik hjemsted i Holstebro. Hvert rytterregiment var på 1.000 mand, hvortil kom et mindre regiment i den kongelige del af hertugdømmerne, i Slesvig og Holsten.

## Rytterdistrikterne 1679-1720
Ved begyndelsen af Den skånske Krig deltes i 1675 de fire større regimenter hver i to, så antallet bortset fra det slesvig-holstenske blev otte, og nogle år efter krigen voksede tallet yderligere til ti, hvorunder dog det slesvig-holstenske flyttet til Fyn, mens det ene fynske flyttedes til Sjælland. Fordelingen var nu følgende: tre på Sjælland, to på Fyn og fem i Jylland.
Vigtigere end disse forandringer var det dog, at man siden 1680 gik over til et nyt princip med hensyn til stillingen af rytterne, idet disse nu hvervedes og henlagdes til bønderne, en for hvert læg og således at bønderne skulle yde dem husly og forplejning foruden staldrum og foder til hesten samt et beløb til mundering: "Filthat med en Jernpotte indvendig, gul Læderkøllert, rød Kappe, gule Skindbukser, mægtige Støvler med tilsvarende Sporer, Jernkyras osv., bevæbnet med Pistoler og Pallask". Hvis rytteren ikke ville nøjes med bondens kost, kunne han få visse mængder naturalier i stedet. Ordningen blev stadfæstet ved Forordningen i oktober 1680 om landrytteriet i Danmark. Denne reform skyldtes især hensyn til landbruget, idet skånske krig havde vist, at det led skade, når bønderne selv skulle tjene som ryttere.
I forbindelse med matriklen 1682 opgjordes også ejendomsfordelingen. Det fremgår heraf, at rytterdistrikterne på øerne omfattede 1.467 gårde og 164 huse med tilsammen 10.376,03 tdr hartkorn og i Jylland 2.109 gårde og 304 huse med tilsammen 10.444,72 tdr hartkorn, dermed for hele landet 3.576 gårde og 468 huse med tilsammen 20.820,75 tønder hartkorn. Til sammenligning kan nævnes, at det samlede krongods udgjorde 14.370 gårde og 4.740 huse med tilsammen 88.682,77 tønder hartkorn. Det var således kun en mindre del af det samlede krongods, der indgik i ryttergodset.
| Amt(er)       | Gårde | Huse | Hartkorn | Amt(er)     | Gårde | Huse | Hartkorn | Amt(er)         | Gårde | Huse | Hartkorn | Amt(er)                    | Gårde | Huse | Hartkorn  |
| ------------- | ----- | ---- | -------- | ----------- | ----- | ---- | -------- | --------------- | ----- | ---- | -------- | -------------------------- | ----- | ---- | --------- |
| København     | 24    | 9    | 256,74   | Sæbygaard   | 30    | 3    | 224,56   | Nykøbing        | -     | -    | -        | Åkjær                      | 6     | -    | 24,10     |
| Frederiksborg | -     | -    | -        | Holbæk      | 103   | 6    | 678,79   | Halsted Kloster | -     | -    | -        | Dronningborg               | 28    | 1    | 214,99    |
| Kronborg      | -     | 1    | -        | Tryggevælde | 158   | 1    | 1.096,83 | Ålholm          | 8     | -    | 37,82    | Mariager Kloster           | 13    | -    | 58,43     |
| Roskilde      | 98    | 2    | 649,88   | Vordingborg | 131   | 25   | 718,48   | Riberhus        | 222   | 35   | 1.009,97 | Silkeborg                  | 23    | -    | 91,56     |
| Jægerspris    | 12    | 9    | 92,83    | Møn         | -     | -    | -        | Koldinghus      | 508   | 104  | 2.583,77 | Skivehus                   | 31    | 24   | 151,78    |
| Ringsted      | 41    | 1    | 303,90   | Nyborg      | 234   | 37   | 1.613,24 | Lundenæs        | 78    | 15   | 328,44   | Hald                       | 37    | 3    | 185,43    |
| Sorø          | 16    | 5    | 97,20    | Odense      | 188   | 20   | 1.351,38 | Bøvling         | 107   | 16   | 494,42   | Ålborghus                  | 146   | 20   | 653,96    |
| Antvorskov    | 282   | 22   | 2.249,99 | Rugaard     | 10    | 5    | 49,72    | Havreballegård  | 20    | 3    | 134,66   | Åstrup, Børlum, Sejlstrup  | 64    | 11   | 364,76    |
| Korsør        | 64    | 4    | 518,25   | Assens      | 4     | -    | 32,02    | Stjernholm      | -     | -    | -        | Viborg Stift               | -     | -    | -         |
| Kalundborg    | 21    | 1    | 147,90   | Hindsgavl   | 14    | 10   | 79,76    | Kalø            | 74    | 3    | 415,79   | Dueholm, Ørum og Vestervig | 11    | 2    | 53,99     |
| Dragsholm     | 9     | -    | 75,22    | Tranekær    | 20    | 3    | 101,52   | Skanderborg     | 741   | 67   | 3.678,67 | Hele landet                | 3.576 | 468  | 20.820,75 |

Kilde: Pedersen, s. 354-360
Rytterregimenternes inddeling i midten af 1690erne
- 1. sjællandske: Holbæk, Ringsted og Kalundborg Amter
- 2. sjællandske: Roskilde, Ringsted, Sorø, Tryggevælde, Vordingborg, Antvorskov og Korsør Amter
- 3. sjællandske: Antvorskov, Korsør, Holbæk, Kalundborg og Sæbygaard Amter
- 1. fynske: den østlige Del af Fyen
- 2. fynske: den vestlige Del af Fyen
- 1. jydske: den sydlige og vestlige Del af Jylland, strækkende sig mod Nord helt op i Thy
- 2. jydske: det sydøstlige Jylland (Koldinghus Amt)
- 3. jydske: Vendsyssel, Hanherrederne, Nord-Thy og paa Mors
- 4. jydske: Skanderborg, Silkeborg, Aakær, Koldinghus, Havreballegaard og Stjernholm Amter
- 5. jydske: Aalborghus (syd for Limfjorden), Hald, Dronningborg, Silkeborg, Mariager, Havreballegaard, Kalø og Skanderborg Amter

### Rytterhuse
Det blev fastlagt, at rytteren skulle have 6 fag hus med skorsten, sengested, underdyne, overdyne, hovedpude og blårgarnslagner samt "nødtørftig ildebrændsel".
I nogle tilfælde blev indkvarteringen klaret ved, at rytteren fik stillet en længe eller en del af en længe til rådighed. I Kalvehave på Sydsjælland havde man i fem tilfælde indrettet sig således.
Mange steder blev rytternes indkvartering imidlertid klaret ved opførelse af selvstændige rytterhuse af den angivne størrelse. Til opførelse af rytterhuset (som bindingsværkshus) fik rytterbonden tildelt de fornødne materialer omfattende:
- 14 stolper (vægstolper),
- 14 løsholter (vandrette stykker til stolpernes forbindelse),
- 2 stk. 18 alen (tømmer til remme),
- 7 stk. 16 alen (tømmer til tværbjælker),
- 10 stk. 12 alen (tømmer til skillevægge),
- 14 stk 10 alen (tømmer til spær),
- 6 stk. 7 alen (tømmer til hanebånd),
- 7 tylvter[15] lægter (brædder til lofter),
- 5 tylvter deller (brædder til døre og vindueskarme)[16].

### Sognerytterne afskaffes
Fra 1688 skete der en forandring i den hidtidige ordning, idet sognerytterne helt forsvandt og erstattedes med gårdryttere, hvilket nødvendiggjorde en udvidelse af ryttergodset, der også af andre grunde forøgedes således, at det efterhånden nåede en samlet størrelse på ca. 44.000 tdr hartkorn. Ved fordelingen i læg blev hartkornet dog mange steder reduceret (over hele landet under et gennemsnitlig med en fjerdedel), og det antal ryttere, som underholdtes af det, var derfor betydelig mindre, end loven forudsatte, men til trods herfor var bønderne, blandt andet som følge af de med indkvarteringen af rytterne forbundne ulemper, ofte ude af stand til at yde, hvad de skulle. Hele ordningen var således fra et finansielt synspunkt ufordelagtig for Kronen, og da både den økonomiske situation under den Store Nordiske Krig forværredes, og det under krigen viste sig, at den hidtidige ordning ikke gav et tilfredsstillende rytteri, ligesom den hidtil anvendte professionelle hær af hvervede lejesoldater heller ikke fungerede tilfredsstillende, hvorimod det organiserede hjemmeværn af bønder - ikke mindst i Norge - havde opnået sejre, skred man da også i årene 1715-20 til en almindelig omordning.
Omordningen betød, at allerede omkring 1715-1719 blev mange tidligere rytterhuse anset som værende overflødige, mange stod en tid tomme og blev derfor bortfæstet til husmænd i løbet af en årrække. Flere af den havde imidlertid taget skade og måtte istandsættes, men omkring midten af 1700-tallet var behovet for huse åbenbart stigende og husene derfor også lettere af bortfæste.

## Rytterdistrikterne 1720-1774
I årene 1715-1720 skete en fuldstændig omlægning af rytterdistrikterne, idet disse nu blev samlede i lige så mange afrundede enheder, som der var regimenter. Hovedmanden bag denne reform var Jens Jørgensen Serup, der fra 1714 fungerede som kongens vigtigste rådgiver i godsspørgsmål. Han havde tidligere været Kronens forvalter på Dronningborg og Mariager godser og var fra 1715 amtmand på Dronningborg, Silkeborg og Mariager amter. Han synes at have spillet en stor rolle i begyndelsen af reformen men kom senere i baggrunden. Reformen blev bekendtgjort ved to plakater, en plakat af 17. august 1716 samt yderligere en plakat fra 1717. Antallet af regimenter fastsattes til 12, til hvilke der altså svarede 12 rytterdistrikter, der fik navn efter de amter eller landsdele, hvor ryttergodset var beliggende. 6 lå på Sjælland (København, Frederiksborg, Kronborg, Tryggevælde, Antvorskov og Vordingborg rytterdistikter), 1 lå på Falster, 1 lå på Lolland (og delvist på Falster), 1 på Fyn og endelig lå 3 i Jylland (Dronningborg, Skanderborg og Koldinghus rytterdistrikter). I 1715 købte Kronen godser dels på Stevns, dels i omegnen af København, og året efter, i 1716, blev det besluttet at udlægge kongeligt gods på Sjælland, Lolland og Falster til drift af rytterheste.
Beliggenheden af disse ryttergodser skete i stor udstrækning under hensyn til i hvilke områder, Kronen allerede da ejede forholdsvis store godser eller havde mulighed for at erhverve gods på fordelagtige vilkår, men der skete også visse omlægninger. De enkelte rytterdistrikter stræbte man at ordne således, at kronen ejede alt gods inden for distriktet, hvilket dog langt fra helt lod sig gennemføre. For at komme målet så nær som muligt, blev ikke blot tidligere amtsgods gjort til ryttergods, men Kronen erhvervede tillige adskilligt nyt gods, dels ved køb eller mageskifte, dels ved indløsning (reluition) af gods, der af økonomiske årsager var blevet solgt i årene 1650-1682 med forbehold af indløsningsret, hvor Kronen havde forbeholdt sig muligheden for tilbagekøb og vel at bemærke reelt til en lavere pris, end det oprindeligt var solgt for, idet matriklen af 1682 overvejende havde nedsat jordernes skyldsætning. Til gengæld afhændedes størstedelen af det krongods, som kom til at ligge uden for rytterdistrikterne. Det er skønnet, at omkring 52.000 tdr hartkorn skiftede ejere og status som følge af disse omlægninger. I modsætning til tidligere indbefattede disse ikke blot bøndergårde, men tillige de hovedgårde og ladegårde, som lå inden for distriktet, og som Kronen enten allerede i forvejen ejede eller erhvervede i forbindelse med omordningen. Et vigtigt led i denne var det nemlig, at rytterne ikke længere skulle indkvarteres hos og forplejes af rytterbønderne, men have kvarter på hovedgårdene eller i der opførte barakbygninger. Bønderne skulle herefter blot svare en årlig afgift i penge og naturalier til rytterkassen samt yde noget hoveri til hovedgårdene, hvis marker tillige med de tilhørende skove anvendtes til høavl og sommergræsning for hestene.
Ved omlægningen havde staten tilstræbt tre ting: en effektivisering af rytteriet ved at gøre dette bedre trænet og dermed mere professionelt, en bedre arrondering af Kronens besiddelser og mulighed for, at fæstebønder ved omlægningen ville benytte lejligheden til at købe sig til selveje. Kun få fæstebønder opnåede imidlertid selveje. Langt de fleste måtte opleve en ændring fra at være fæstere på krongods til at blive fæstere på private godser.
Bøndernes afgift (kaldet portionspenge) blev ansat til det samme beløb, som deres tidligere ydelser regnedes at have været værd, nemlig 4 rigsdaler pr. td. hartkorn eller 32 rigsdaler pr. portion, men da den reduktion af hartkornet, som de inden omordningen havde nydt godt af, i det væsentlige faldt bort, var ydelserne faktisk større end efter de ældre regler. Rytterdistrikternes samlede størrelse var nu ca. 65.000 tdr hartkorn, idet et bruttogods på over 68.000 tdr hartkorn inkluderede mindre private godser på i alt omkring 6.000 tdr hartkorn.

### Ledelse
Ryttergodserne blev ledet af en regimentsskriver (eventuelt bistået af en fuldmægtig) under overtilsyn af en "session" bestående af amtmanden, regimentschefen og en krigskommissær.. Til disse skulle regimentsskriveren afgive sine redegørelser og aflægge regnskaber for godsets forvaltning, herunder opkrævne skatter og afgifter, samt gøre forslag til at hjælpe rytterbønder i nød (fx hvis en gård brændte hjælp til dens genopbygning).
I henhold til sin instruks skulle regimentsskriveren:
1. holde rytterbønderne til lov og ret, tilse at ingen sker uret og at gårdenes tilliggende ikke formindskedes,
2. tilse at rytterbønderne holdt gårdene vedlige, plantede pil og frugttræer, anlagde humlekuler og såede hampefrø, dyrkede sin jord og fik denne tilsået og høstet i rette tid,
3. sikre at bønderne betalte deres skatter og afgifter til tiden og fik kvittering herfor i en dertil udstedt "kvitteringsbog",
4. ved skifte (det vil sige når en bonde overlod gården til en anden) sikre en fyldesgørende opgørelse over gårdens stand og sikre, at der (ved dødsfald) forlods blev udtaget midler til dækning af fæld, besætning, inventar, sædekorn og eventuelle restancer inden, at arvingerne fik hvad, der herefter måtte være til deling af aktiver,
5. føre regnskaberne, herunder opgøre restancer, og heraf opstille overskuelige ekstrakter,
6. lade mølleåer oprense hvert andet eller tredje år samt lade alle veje i distriktet reparere i juni eller september, hvor bønderne skønnedes at have mest fritid til sådanne foretagender.[28]

Var der fejl i regnskaberne, kunne der pålægges regimentsskriveren en mulkt fradraget i hans gage.
Af virkemidler havde regimentsskriveren kun få:
1. han kunne lade en fæstebonde, der ikke opfyldte sine forpligtelser, efter forudgående dom udsætte af gården og eventuelt pådømme ham fængselsstraf (fx på Bremerholm) i kortere eller længere tid,
2. han kunne bruge straffe i form af træhest, gabestok, spansk kappe eller lignende,
3. han kunne under hensyn til udefra kommende ulykker (kvægpest, tørke og lignende) foreslå ellers dygtige bønder tildelt hjælp til at komme på fode igen, fx i form af lånekorn.[30]

Ikke sjældent var der modsætninger mellem regimentsskriveren, der som regel var vel kendt med fæstebøndernes vanskelige forhold, og "sessionen" og rentekammeret, der befandt sig langt væk og havde sine egne forestillinger om resultatskabende forvaltning. Da en del gårde var sat for højt i skat i forhold til deres ydeevne, kunne det være vanskeligt nok at få dem besat med fæstebønder, og regimentsskriveren led under valget mellem at lade en mere eller mindre egnet fæster drive gården eller se den forødes. Enkelte regimentsskrivere havde dog en vis evne til at foregribe fæstegårdenes forødelse allerede i en tidlig fase og få en ældre og mindre virksom gårdfæster udskiftet med en yngre og mere driftig, men i de værste tider måtte regimentsskriveren så at sige "skabe bunden" og indsætte altfor unge og ukyndige gårdfæstere.
Til at finansiere det nye rytteri skulle rytterbønderne årligt betale 32 rigsdaler i naturalier eller penge for hver 8 tønder hartkorn og yderligere yde nogle læs halm til regimentets heste. I nogle tilfælde skulle rytterbønder levere ca. 72 kg halm og betale 4 rigsdaler pr. tønde hartkorn ager og eng samt 2½ rigsdaler pr. tønde skov- og møllehartkorn og 2½ mark pr tønde tiendehartkorn. Til gengæld var hoveriet mindre end på private godser, men da landet i første tredjedel af 1700-tallet oplevede store problemer, indtrådte der mange tilfælde, hvor rytterbønderne kom i gæld og ikke kunne betale, hvorfor gårdforsiddelser var et stort problem. Fra 1732 blev rytterbønderne med hensyn til landgilde, skatter og afgifter ligestillede med bønder på private godser. Fra 1763 lod man rytterbøndernes naturalieydelser konvertere til pengebeløb. Gennem hele sin eksistens oplevede ryttergodserne grænsereguleringer, fx blev det lollandske gods bortsolgt allerede under Frederik 4. mens til gengæld blev 1726 blev der oprettet et nyt rytterdistrikt på Møn, og der skete løbende ændringer i forhold og vilkår.

### Rytterskoler
I forbindelse med rytterdistrikterne blev der omkring 1721-1727 oprettet i alt 240 mere eller mindre ens rytterskoler, heraf omkring halvdelen på Sjælland og Møn, 38 på Lolland og Falster, et mindre antal på Fyn og 59 i Jylland. Allerede tidligere var der sket en vis undervisning på landet, men dette var første gang, at denne undervisning fik et organiseret præg, og oprettelsen af skolerne blev fulgt op med skoleforordningen af 23. januar 1739, der fastlagde, at undervisningen skulle være obligatorisk, idet fattige børn skulle undervises gratis, mens børn af bedre stille forældre skulle betale skolepænge for at finansiere undervisningen. Hovedvægten blev lagt på bibelundervæsning, læsning og skrivning samt regning; reformen blev derved forløberen for et offentligt skolevæsen.

### Vildtbaner
I mange tilfælde blev der i rytterdistrikterne tillige oprettet en vildtbane til kongejagterne. I forbindelse hermed blev der opstillet vildtbanepæle, som under en indhugget krone bar tekster som F 5 (for Frederik V) V D B A WB (for Vordingborg Amts vildtbane), et årstal og et nummer. I strenge vintre blev regimentsskriverne pålagt at udlægge hø til vildtet. Undertiden klagede rytterbønderne over, at vildtet gjorde skade, og omvendt forekom der anklager om krybskytteri.

### Afviklingen
Frederik IV's omordning af rytteriet fjernede sig langt fra den oprindelige tanke med dette. Og samtidig indtrådte der nye forhold, som satte spørgsmålet om afvikling og salg på dagsordenen, nemlig Kronens ændrede økonomiske situation og selve måden, ryttergodserne var indrettede på.
Indtil 1757 havde Kronens økonomi været tilfredsstillende, og den indenlandske statsgæld havde været beskeden i forhold til de samlede indtægter, men derefter begyndte gælden at vokse i stigende tempo, og i 1763 var den vokset til fire gange statens årlige indtægter. Årsagerne hertil var dels udgifter til mobilisering, idet der i samtiden var flere krige i Danmarks nærområder, som man måtte være forberedt på kunne brede sig til Danmark, dels at omfattende misvækst og kvægpest ramte landet i 1762-1763.
Med hensyn til indretningen var der ved omlægningen sket det, at bortset fra hovedgårdenes anvendelse til kvarter for rytterne og til græsning for deres heste, hvilket under Christian VI bortfaldt, idet rytterne nu opholdt sig i barakbygninger i eller ved købstæderne, og der efter var der egentlig kun det tilbage, at indtægterne af krongodset i bestemte distrikter indgik i vedkommende rytterkasser og forlods var anviste til dækning af udgifterne ved disse regimenter. Der var således strengt taget ikke længere nogen grund til, at rytterbøndernes ydelser var lavere end kronens øvrige fæsteres, dog det var da også årsagen til, at disse fordele siden 1732 hørte op, idet portionspengene fra nu af reelt afløstes af sædvanlig landgilde og skat, ligesom det ikke længere var der nogen nødvendighed for at bevare rytterdistrikterne, hvis staten på anden måde kunde sikre dækningen af udgifterne. Disse forhold gjorde, at det fra 1764 blev besluttet at afvikle ryttergodserne.
Allerede i 1764 blev det fynske ryttergods samt Koldinghus og Dronningborg distrikter sat til salg, det falsterske gods 1766, Skanderborg distrikt fulgte i 1767, og endelig fulgte Antvorskov og Vordingborg distrikter 1774. De tidligste salg skyldtes militære nedskæringer, mens det for de seneres vedkommende derimod udelukkende skyldtes Kronens økonomiske situation. Også ved disse salg havde man forberedt muligheden for, at fæstebønder kunne købe sig til selveje, men heller ikke denne gang lykkedes det at fremme selvejet nævneværdigt.
For det endnu tilbageværende gods ophævedes endelig 1774 til dels den hidtidige forvaltningsmåde, idet det blev bestemt, at der ikke længere skulle afholdes ryttersessioner, og dermed var rytterdistriktet i det væsentlige ophørt at fungere som sådant.
En ikke ubetydelig rolle fik det, at det københavnske gods 1766 blev bortarvefæstet, og det samme skete lidt senere med godset under Kronborg og Frederiksborg rytterdistrikter. Disse reformer skulle danne indledningen til landboreformerne blot få år senere.
I parentes er angivet, hvornår rytterdistriktet blev opløst eller solgt:
- Antvorskov Rytterdistrikt (1774)
- Dronningborg Rytterdistrikt (1764-65)
- Falster Rytterdistrikt (1766)
- Fredriksborg Rytterdistrikt (1774)
- Fyns Rytterdistrikt (1764-65)
- Koldinghus Rytterdistrikt (1764-65)
- Kronborg Rytterdistrikt (1774)
- København Rytterdistrikt (1774)
- Lolland Rytterdistrikt (1727)
- Skanderborg Rytterdistrikt (1767)
- Tryggevælde Rytterdistrikt (1730-66)
- Vordingborg Rytterdistrikt (1774)

## Betydning
Rytterdistrikternes betydning kom først og fremmest til at bestå deri, at de repræsenterede overgangen fra en hær overvejende bestående af hvervede professionelle lejesoldater til en national hær. I sin tidlige fase havde denne nationale milits bestået af egentlige bønder, men ret hurtigt indså man, at denne ordning ikke lod sig opretholde, hvis man ønskede landbrugsdriften opretholdt på samme tid som man førte krig. Derfor skred man til den ændring at lade ryttergodsbønderne stå for finansieringen af rytteriet. Da dette så yderligere blev flyttet fra landdistrikterne til Kronens egne hovedgårde ved købstæderne, svækkedes behovet for at opretholde rytterdistrikterne yderligere, og vejen var åben for en nyorganisering, hvorefter militærtjeneste simpelthen blev en pligt for almuen, og finansieringen skete som et led i de almindelige statslige forvaltningsomkostninger.